# Lernwerkstatt
Als Lernwerkstatt bezeichnet man in der modernen Pädagogik eine materialreiche Lernumgebung für schulisches und außerschulisches Lernen, in deren Zentrum praktisches und eigenaktives Lernen sowie Lernen durch eigene Erfahrungen steht.

## Geschichte und Konzeptionen
Lernwerkstätten haben unterschiedliche Konzepte. Zentrales Anliegen ist es (umliegenden) Schulen einen Lernort zu bieten, an dem z. B. Lehrern im Rahmen von Fortbildung kompetente pädagogische Beratung gegeben werden kann und ihnen Erfahrung im Sinne von eigenaktivem 'learning by doing' zu ermöglichen. Die ersten Lernwerkstätten entstanden in den Reformschulen des frühen 20. Jahrhunderts, später auch in Fortbildungszentren und Universitäten. Erste Ansätze erfahrungsnahen Lernens wurden von John Dewey entwickelt. Die Arbeitspädagogik zu Beginn des 20. Jahrhunderts hat wichtige Impulse auf der Seite des praktischen Lernens (Georg Kerschensteiner) und des Lernens in Schulen mit differenzierten Lernumgebungen (Ellen Key) entwickelt. In neuerer Zeit hat Célestin Freinet wesentliche Impulse für den Sachunterricht und generell die Schulpädagogik entwickelt. In seinen Schriften wird die Lernwerkstatt mit Atelier bezeichnet. Auch die offenen Curricula der englischen Primarschulen in den 70er Jahren waren durch differenzierte Versuchsanregungen im Sinne des Konzeptes von Lernwerkstätten gekennzeichnet.
Die Lernwerkstatt RÖSA an der Universität Oldenburg (Regional ökologische Sachunterrichtswerkstatt) hat den Ansatz, wiederverwertetes Material zu verarbeiten, um konkret handelndes Lernen zu ermöglichen. Andere Lernwerkstätten sehen darin den Ort des Arbeitens für Lehrpersonen oder Kinder (Lernwerkstatt Kassel, Lernwerkstatt Bremen), eine Stätte von Lehrerfortbildung (Lernwerkstatt Bielefeld) oder multimediale Aus- und Weiterbildung.

## Perspektiven
Mittlerweile sind Lernwerkstätten zu einem unter pädagogischen Gesichtspunkten positiven Begriff geworden und werden noch  unterschiedlich  definiert. Die Lernwerkstattbewegung in Deutschland veranstaltet verschiedene Kommunikationsformen für den wechselseitigen Austausch. Lernwerkstätten werden mittlerweile auch in Kindertagesstätten errichtet. Der Ansatz der Kindertagesstätten liegt im Ausbau von Vorläuferfähigkeiten, um den Übergang zwischen Kindertagesstätte und Grundschule für die Kinder zu erleichtern. Seit Ausbreitung des Zugangs zum Internet gibt es auch virtuelle Lernwerkstätten, in denen Materialien online präsentiert werden.
Unter gleichem Namen wird seit 1997 von der Medienwerkstatt Mühlacker Verlagsges. mbH. eine Software für Grundschüler entwickelt. Die digitale Lernwerkstatt von Accenture ist Maßnahme im Rahmen von Corporate Social Responsibility, die die über die Jahre entstandenen Unterrichtsmaterialien rund um Digitalisierung Interessierten zum Selbststudium zur Verfügung zu stellen.

## Dokumentarfilm
- Christel van Dieken (Regie), Julian van Dieken (Regie), Arnim Jepsen, Colin Wernicke: Lernwerkstattarbeit in Kitas. Verlag das Netz, Kiliansroda 2011, ISBN 978-3-86892-058-1 – DVD mit Booklet.